# Marco Tropea Editore
Marco Tropea Editore è stata una casa editrice italiana con sede a Milano fondata nel 1996 da Marco Tropea con l'intento di creare un marchio editoriale all'interno del gruppo Il Saggiatore, presieduto da Luca Formenton, che si occupasse di narrativa italiana e straniera e di saggistica di attualità.

## Storia
Dopo l'esperienza alla Longanesi, Marco Tropea fonda nel 1996 la propria casa editrice, con un programma realizzato da un comitato editoriale composto da Jerome Charyn, Laura Grimaldi, Luis Sepúlveda e Paco Ignacio Taibo II. I primi titoli pubblicati sono Il canto del cielo di Sebastian Faulks e La conquista della speranza, i diari inediti di Ernesto Che Guevara e Raúl Castro.
Di saggistica ha pubblicato Noam Chomsky, Giorgio Galli, Howard Zinn, Antonino Zichichi e giornalisti italiani come Carlo Bonini, Giovanni Porzio, Carlo Rognoni, Andrea Pamparana.
Tropea, che  aveva un catalogo di oltre 600 titoli, ha pubblicato anche libri per ragazzi con autori come Walter Mosley, Carlos Chorda, Sérgio Klein, Carlo Frabetti.
| Controllo di autorità | VIAF (EN) 141084781 · LCCN (EN) no2006028263 |